# Glen Baxter (Mathematiker)
Glen Earl Baxter (* 19. März 1930 in Minneapolis, Minnesota; † 30. März 1983) war ein US-amerikanischer Mathematiker. Sein Hauptarbeitsgebiet war die Wahrscheinlichkeitstheorie.
Baxter studierte an der University of Minnesota in Minneapolis und promovierte dort bei Monroe D. Donsker 1954 mit einer Arbeit über Gaußsche Prozesse, deren Hauptresultat in den Proceedings der AMS publiziert wurde. Nach kürzeren Aufenthalten an der University of California, San Diego und der Universität Aarhus wurde er schließlich Professor an der Purdue University, wo er bis zu seinem Lebensende verblieb.
Unter dem Einfluss von Erik Sparre Andersen wandte er sich in Aarhus der von diesem begründeten Fluktuationstheorie zu. Mit der von ihm entwickelten Wiener-Hopf-Methode erzielte er auf diesem Gebiet die bis heute weitreichendsten Resultate. Noch bekannter wurde seine Arbeit An analytic problem whose solution follows from a simple algebraic identity aus dem Jahre 1960, in der er den kombinatorischen Kern des Originalbeweises der Spitzerschen Formel herausarbeitete und abstrahierte. Diese Ideen wurden schließlich von Gian-Carlo Rota und anderen aufgegriffen, woraus sich schließlich die Theorie der Rota-Baxter-Algebren entwickelte, die heute bis in die Quantenfeldtheorie hineinragt.